# A tour thro’ the whole island of Great Britain
A tour thro’ the whole island of Great Britain ist ein Reisebericht des englischen Autors Daniel Defoe, der zuerst in drei Bänden zwischen 1724 und 1727 veröffentlicht wurde.  Ausgenommen Robinson Crusoe war dies Defoes beliebteste und finanziell erfolgreichste Veröffentlichung im 18. Jahrhundert. Der Text spricht sowohl das Verlangen nach Tatsachen wie auch die Vorstellungskraft an. Dank seiner ausgedehnten Reisen und seines Lebens als Soldat, Geschäftsmann und Spion versteht es Defoe unbestreitbare Realität und persönliche Meinung miteinander in seiner Reisebeschreibung zu verbinden.

## Aufbau
Die Tour ist in mehrere Reisen aufgeteilt. Band 1 enthält drei Reisebriefe. Die ersten beiden aus Essex, Colchester, Harwich, Suffolk, Norfolk, und Cambridgeshire, und durch Kent, Maidstone, Canterbury, Sussex, Hampshire, und Surrey, sind Rundreisen mit dem Beginn und Ende in London. Brief 3 beschreibt eine Reise nach Land’s End mit Brief 4 und der Reise von dort zurück beginnt Band 2. Brief 5 konzentriert sich auf London und den königlichen Hof. Der Band 2 endet mit den Briefen 6 und 7, die eine Reise nach Anglesey und zurück beschreiben. Im dritten Band beginnt die Erzählung am Trent oder dem Mersey, von wo der Erzähler langsam nach Norden durch die Midlands reist. Dieser Teil besteht aus den Briefen 8 bis 10. Am Ende wird Schottland in drei Einheiten für die Briefe 11 bis 13 aufgeteilt.
Defoe hat nicht zwangsläufig all diese Orte selbst besucht und hat die Reisen auch nicht unternommen kurz bevor oder während er das Buch schrieb. Er baute vielmehr auf seine Reisen als Kaufmann oder während seiner Arbeit für Robert Harley. Gelegentlich bedient er sich bei bzw. lässt sich zumindest anregen von William Camdens Britannia und John Strypes Version von John Stows Survey of London.

## Veröffentlichungsgeschichte
Nach der ersten Auflage, die zwischen 1724 und 1727 gedruckt wurde, erschienen weitere Auflagen. Zehn Jahre nach dem ersten Erscheinen sicherte sich Samuel Richardson die Rechte und druckte eine zweite Auflage, die am 13. Oktober 1738 in erheblich überarbeiteter Form erschien. Richardson war für einen Teil der Überarbeitungen nicht nur in dieser Auflage, sondern auch in den Auflagen von 1742, 1748, 1753, und 1761/62 verantwortlich. Richardsons Biographen urteilen dazu, dass die Übernahme eines Reisebuchs ein ungewöhnliche Entscheidung für Richardson war, der wenig reiste. Durch seine Überarbeitungen wurde das Burch immer weniger ein Reisebuch.